# Wladimir Alexandrowitsch Karpez
Wladimir Alexandrowitsch Karpez (russisch Владимир Александрович Карпец; in den Medien meist: Vladimir Karpets; * 20. September 1980 in Leningrad) ist ein ehemaliger russischer Radrennfahrer. Häufig wird sein Nachname auch nach der englischen und französischen Transkription mit Karpets wiedergegeben.

## Karriere

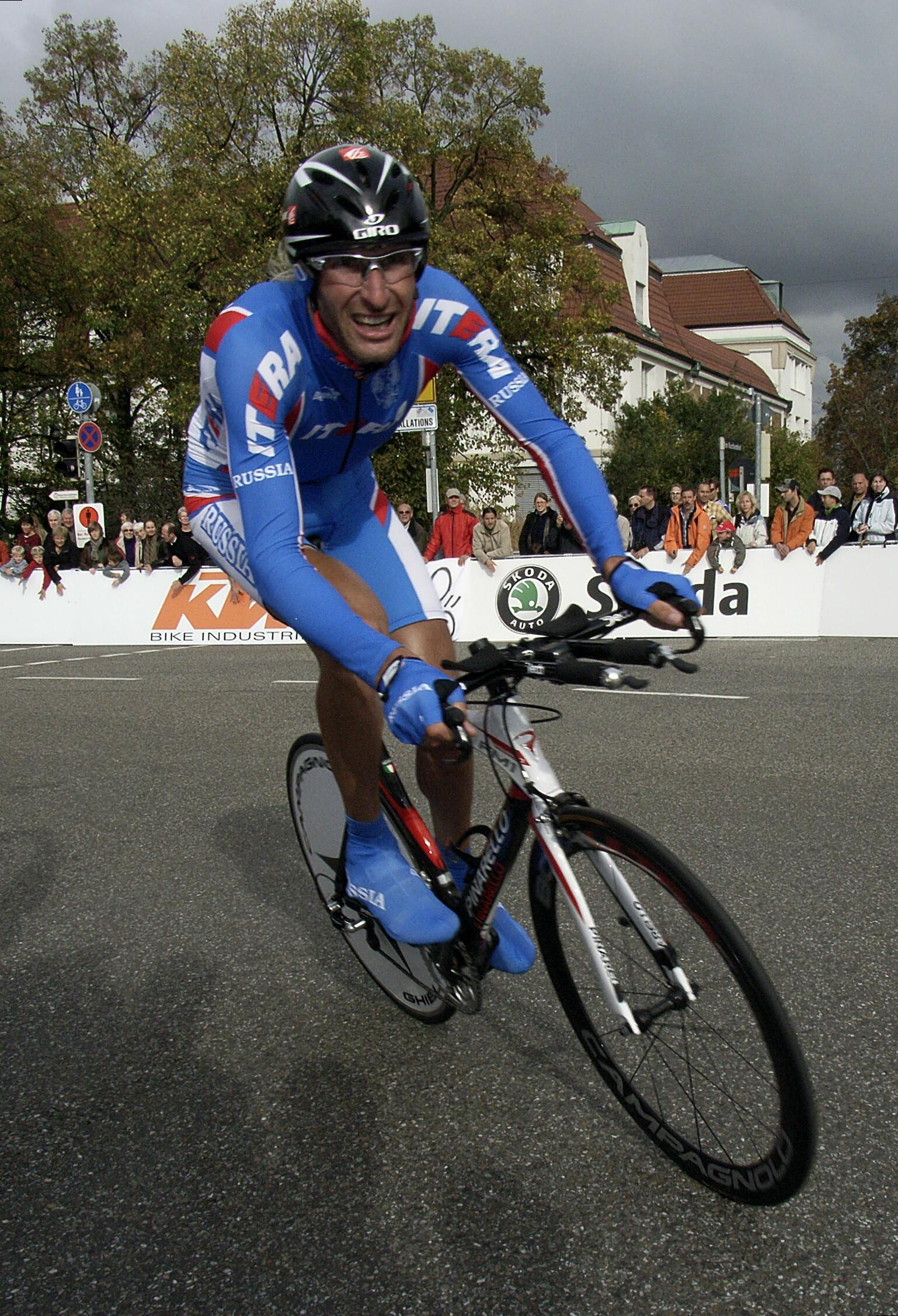
Wladimir Karpez während des Zeitfahrens bei der Straßen-Radweltmeisterschaft 2007 in Stuttgart

Im Jahre 2004 gewann er die Vuelta a La Rioja und das Weiße Trikot des besten Jungprofis bei der Tour de France. Im Jahre 2007 war er bei der Katalonien-Rundfahrt sowie bei der Tour de Suisse siegreich. Zu seinen besten Ergebnissen gehört der siebte Platz beim Giro d’Italia 2005 sowie der achte und siebte Platz bei der Vuelta a España 2006 und 2007.
Nach Ablauf der Saison 2013 war Karpez nicht mehr Mitglied eines internationalen Radsportteams.
Im Zuge der Dopingermittlungen der Staatsanwaltschaft von Padua geriet er Ende 2014 in den Verdacht, Kunde des umstrittenen Sportmediziners Michele Ferrari gewesen zu sein.

## Erfolge
2004
- Gesamtwertung Vuelta a La Rioja
- Nachwuchswertung Tour de France

2007
- eine Etappe Vuelta a Castilla y León
- eine Etappe Volta ao Alentejo
- eine Etappe Vuelta a La Rioja
- Gesamtwertung Katalonien-Rundfahrt
- Gesamtwertung Tour de Suisse

2008
- Prueba Villafranca de Ordizia

2010
- Mannschaftszeitfahren Burgos-Rundfahrt

## Platzierungen bei den Grand Tours
| Grand Tour            | 2003 | 2004 | 2005 | 2006 | 2007 | 2008 | 2009 | 2010 | 2011 | 2012 | 2013 |
| --------------------- | ---- | ---- | ---- | ---- | ---- | ---- | ---- | ---- | ---- | ---- | ---- |
| Giro d’ItaliaGiro     | –    | –    | 7    | –    | –    | 31   | –    | 14   | –    | –    | 47   |
| Tour de FranceTour    | 100  | 13   | 50   | 30   | 14   | –    | 12   | DNF  | 28   | 53   | –    |
| Vuelta a EspañaVuelta | –    | –    | –    | 8    | 7    | –    | –    | 13   | –    | –    | –    |

## Teams
- 1998–2000: Lokosphinx
- 2001–2002: Itera
- 2003: iBanesto.com
- 2004–2005: Illes Balears-Banesto
- 2006: Caisse d’Epargne-Illes Balears
- 2007–2008: Caisse d’Epargne
- 2009–2011: Katusha Team
- 2012–2013: Movistar